# Temple maçonnique de Détroit
Le temple maçonnique de Détroit est le plus grand temple maçonnique du monde. Situé dans la zone dénommée Cass Corridor (en) à  Détroit dans le Michigan aux États-Unis. Conçu par l'architecte George D. Mason (en) dans le style néo-gothique, il sert de siège à plusieurs obédiences maçonniques. Composé de nombreux espaces publics, sa superficie lui permet d'accueillir plusieurs salles de spectacles ainsi que des installations sportives et de loisirs. Il s’élève à 64 mètres de haut sur seize étages et bénéficie d'un point de vue remarquable sur les alentours. Il contient au total 1 037 salles.

## Histoire
La Masonic Temple Association s'installe à Détroit en 1894 où elle gère un premier temple sur le boulevard Lafayette de la première rue en 1896. Pour changer de quartier l'association achète un terrain sur Bagg Street aujourd'hui Temple Avenue pour y faire construire un nouveau temple qui inclura un auditorium public de grande envergure. Les levées de fonds rapportent 2,5 millions de dollars et les travaux de fondation commencent le jour de la Thanksgiving de 1920. La première pierre (cornerstone) est scellée le 19 septembre 1922, en usant de la même truelle dont se servit George Washington lors de la pose de la première pierre du Capitole des États-Unis à Washington DC. Le bâtiment est inauguré le jour de la Thanksgiving de 1926.
Le bâtiment est inscrit sur le registre national des lieux historiques en 1980, et fait partie de l'arrondissement historique de Cass Park, créé en 2005.

## Architecture

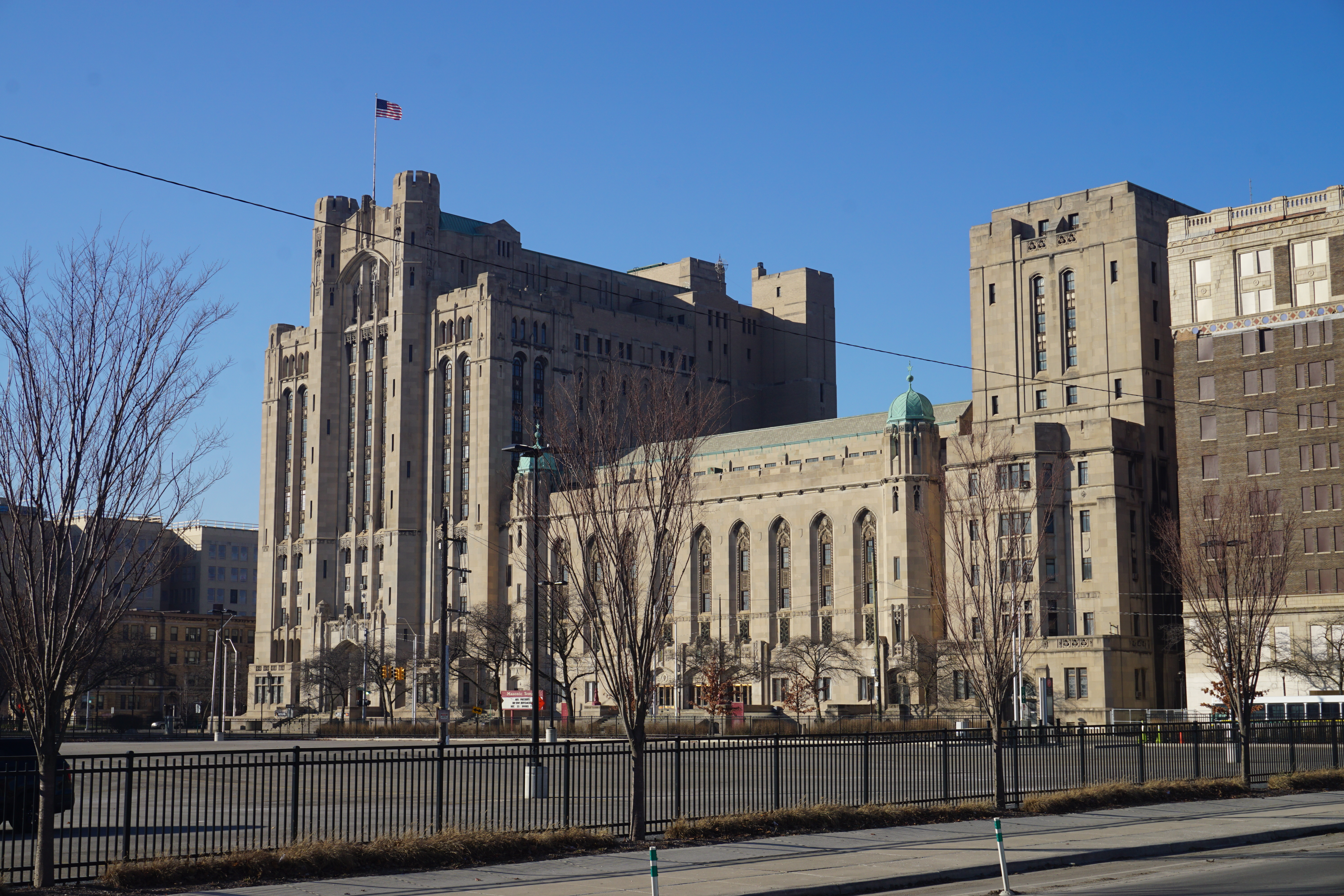
Temple maçonnique de Détroit, Michigan (États-Unis)

Le temple maçonnique de Detroit est le plus grand temple maçonnique du monde depuis 1939, année où le temple maçonnique de Chicago fut démoli. La scène de l'auditorium est la deuxième plus grande aux États-Unis, avec une largeur de 30 mètres et une profondeur de 17 mètres, il contient 4 400 places assises.
L'architecte George D. Mason a conçu le théâtre et le bâtiment dans le style architectural néo-gothique, et l'a fait construire en pierre calcaire de l'Indiana. Bien qu'il y ait peu de bâtiments maçonniques dans le style gothique, l'architecte pensait que ce style était celui qui illustrait le mieux les traditions maçonniques.
Le complexe s'élève sur 16 étages et 64 mètres de haut. Le bâtiment central est relié à une aile de dix étages entièrement occupés par les Shriners International. Le grand hall est utilisé pour les salons et les conventions. Le bâtiment contient un total de 1037 salles et contient trois théâtres dont le Masonic Theater d'une capacité de 4 400 places assises, du Jack White Theater d'une jauge de 1650 places assises et d'un théâtre inachevé au dernier étage. Sept temples maçonniques aux décors différents, égyptien, renaissance italienne, byzantin, style gothique et roman.  Il comporte également un temple de l'Arche royal et un autre pour une commanderie des chevaliers templiers. Un autre temple de 20 mètres par 12 est dédié au Rite écossais ancien et accepté. D'une chapelle dotée d'un orgue liturgique et d'une capacité de 500 places, réplique en miniature de l’abbaye de Westminster. De deux salles de bal, la salle de bal Crystal et la salle de bal de Fontaine qui mesurent 1 603 m2 et qui  peuvent  accueillir jusqu'à 1 000 personnes, une salle de restauration, une cafétéria, une galerie marchande, un espace bureau, une salle de sport de 700 m², un bowling 16 pistes, complète l'ensemble des services que proposent les lieux. Pour permettre son alimentation électrique une centrale de génération est accouplée au complexe.
Les plafonds ont été décorés sous la direction de peintres et d'artistes italiens. Une grande partie des pierres taillées, plâtres et ferronneries intérieures ont été conçus par le sculpteur Corrado Parducci. Les trois personnages au dessus de l’entrée principale ont été réalisés par Leo Friedlander, les sculptures extérieures ont été réalisées par Bill Gehrke.